# Archivio di Stato di Savona
L'Archivio di Stato di Savona è l'ufficio periferico del Ministero dei beni e delle attività culturali e del turismo che per legge conserva la documentazione storica prodotta dagli enti pubblici della provincia di Savona e per deposito volontario, custodia temporanea, donazione o acquisto ogni altro archivio o raccolta documentaria di importanza storica.
La sua sede è situata in zona periferica, al numero 15 R di Via Valletta San Cristoforo, in un edificio di costruzione recente, completamente ristrutturato per la destinazione ad Archivio di Stato.

## Biblioteca
La ricerca storica è affiancata da una biblioteca di oltre ottomila titoli con volumi riguardanti in particolare la storia della città di Savona e del territorio savonese e ligure, l’archivistica, la diplomatica e la storia del diritto. L’Istituto ha recentemente aderito al Polo ligure del Servizio Bibliotecario Nazionale (SBN).

## Storia
L'Archivio di Stato di Savona, istituito come sezione di Archivio di Stato nel 1942 in attuazione della legge 22 dicembre 1939, n. 2006, divenne Archivio di Stato a seguito del D.P.R.. 30 settembre 1963, n. 1409. 
Conserva gli archivi degli uffici periferici dello Stato italiano e quelli delle organizzazioni politiche, amministrative e giudiziarie dell’epoca preunitaria, che hanno o hanno avuto sede nel territorio della provincia, compresi alcuni fondi prodotti da istituzioni oggi appartenenti alle provincie di Alessandria, Cuneo e Imperia.
L’Archivio svolge attività didattica, organizzando visite guidate per studenti, gruppi e associazioni al fine di promuovere la conoscenza delle fonti archivistiche. L’Istituto ha inoltre in atto convenzioni con diverse Università per lo svolgimento di tirocini curricolari.

## Patrimonio
Per mole documentaria e continuità storica, il fondo di maggior pregio è quello del Comune di Savona, testimonianza della vita cittadina dal Medioevo alla prima metà del Novecento. Tra i documenti medievali spiccano: le pergamene, la più antica delle quali data l’anno 1062; i Registri della catena; gli Statuti del Comune e delle arti. Nella parte dell’archivio risalente all’Ottocento e ai primi anni del Novecento, sono contenute testimonianze di grande interesse per la storia dello sviluppo industriale e urbano della città, come piani regolatori e progetti per lavori pubblici e per la costruzione di edifici pubblici e privati.
Di notevole importanza per lo studio delle vicende storiche dei primi anni del XIX secolo è l’archivio della Prefettura del Dipartimento di Montenotte (1806-1814) nel quale si trovano documenti riguardanti i territori di Porto Maurizio, Sanremo e Ceva.
Dello Stato unitario sono conservati gli archivi di preture e tribunali, delle Sottoprefetture di Savona e Albenga e del Distretto militare.
Nel cospicuo fondo notarile, si evidenziano i registri dei notai Arnaldo Cumano e Giovanni di Donato, Martino, Saono e Uberto, fra i più antichi pervenuti.